# Maihueniopsis darwinii
Maihueniopsis darwinii  (Hensl.) F.Ritter, es una especie fanerógama perteneciente a la familia Cactaceae. 

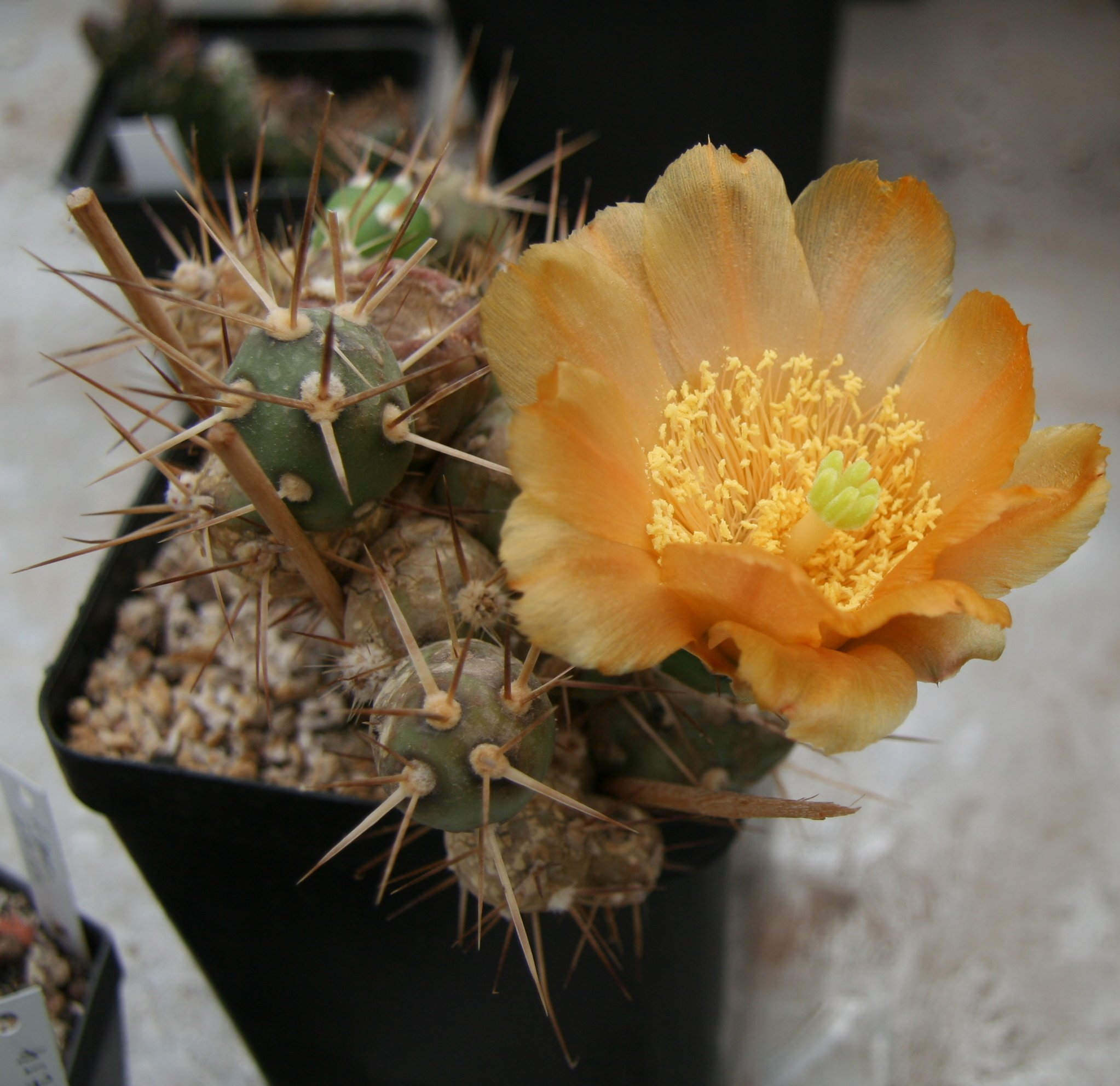
Flor

## Distribución
Habita en Argentina en la Patagonia, en las provincia de Santa Cruz y en Chile en la Región de Aysén.

## Descripción
Es una planta postrada con hojas carnosas cilíndricas armadas de espinos, de color verde y con las flores de color amarillo.

## Taxonomía
Maihueniopsis darwinii fue descrita por (Hensl.) F.Ritter y publicado en Kakteen Südamer. 2: 389 1980.
Etimología
Maihueniopsis: nombre genérico que deriva de la  palabra griega: opsis, "similar", refiriéndose a su parecido con  Maihuenia.
darwinii: epíteto  otorgado en honor de Charles Darwin.
Variedad aceptada
- Maihueniopsis darwinii var. hickenii (Britton & Rose) R. Kiesling

Sinonimia
- Maihueniopsis darwinii var. darwinii
- Opuntia darwinii Hensl.
- Tephrocactus darwinii (Hensl.) Backeb.[3]